# Мерли, Адальберто Мария
Адальберто Мария Мерли (род. 14 января 1938, Рим, Королевство Италия) — итальянский актёр кино, телевидения и дубляжа.

## Биография
Родился 14 января 1938 года в Риме. Снимался в кино и на телевидении, с 1965 года снялся 27 более чем в фильмах. Его прорывом стала роль в телесериале 1968 года канала RAI La freccia nera, затем последовало успешное выступление в телесериалах Le terre di Sacramento и E le stelle stanno a guardare. В кино впервые снялся в 1971 году в фильме-драме Миклоша Янчо La tecnica e il rito, после чего он часто снимался в ведущих ролях в фильмах политического жанра (poliziottesco).
Также работал в дубляже, озвучивал в фильмах актёров Клинта Иствуда, Эда Харриса, Роберта Редфорда, Джека Николсона, Дэвида Кэррадайна, Брайана Кокса, Малкольма Макдауэлла и Майкла Кейна. В итальянских мультфильмах озвучивал роли Джеймса Салливана в Корпорации монстров, Mr. Incredible в Суперсемейке, The Spirit of the West в Ранго, и Паши в Похождениях императора.
Входил в состав кинокомиссии. В 2011 году получил премию Leggio d'oro в знак признания своей карьеры.
Отец актрисы Euridice Axen.

## Фильмография
- Рим (1972) — рассказчик (нет в титрах)
- The Hassled Hooker (1972) — Claudio Santini
- Первая ночь покоя (1972) — Джерардо Фавани
- Black Holiday (1973) — Franco Rossini
- По прозвищу Громила (1973) — Police Commissioner Tabassi
- Processo per direttissima (1974) — Brigadiere Pendicò
- La femme aux bottes rouges (1974) — Man
- Страх над городом (1975) — Пьер Вальдек/Минос (озвучивал Бруно Девольдер)
- Faccia di spia (1975) — Captain Felix Ramos
- Банда (1977) — Manu
- Per questa notte (1977) — Ossorio
- Sciopèn (1982) — Andrea Serano
- Сто дней в Палермо (1984) — мафиозо
- Let's Hope It's a Girl (1986) — Cesare Molteni (нет в титрах)
- Спрут 3 (1987) — Дино Алесси
- L’orchestre rouge (1989) — Berg
- Duel of Hearts (телефильм, 1991) — Grimaldi
- Государственная тайна (1995) — Эрмес Равида
- Stupor mundi (1997) — The Pope
- The Dinner (1998) — Bricco
- Crimine contro crimine (1998) — Monzi
- The Card Player (2004) — Police Commissioner
- Ребекка (2008) — полковник Джулиан

## Озвучивание

### Мультфильмы
- Паша — Суперсемейка[6]
- Джеймс Салливан — Корпорация монстров[8]
- Джеймс Салливан — Новая машина Майка[9]
- Bob Parr / Mr. Incredible — Суперсемейка[6]
- Sulley Car — Тачки[6]
- Spirit of the West — Ранго[10]

### Фильмы
- Фрэнки Данн — Малышка на миллион[11]
- Агамемнон — Троя
- Рэндл Патрик Макмерфи — Пролетая над гнездом кукушки
- Кристоф — Шоу Трумана
- Эрик «Рик» Мастерс — Жить и умереть в Лос-Анджелесе
- Большой человек — Догвилль
- Алекс — Заводной апельсин
- Билл — Убить Билла. Фильм 1
- Билл — Убить Билла. Фильм 2
- Душан Гаврич — Миротворец
- Джонатан Лэнсдейл — Рука
- Аллан Квотермейн — Лига выдающихся джентльменов
- Марк Хантер — Разумное сомнение
- Эд Крейн — Человек, которого не было
- Lieutenant Riker — The Secret of the Sahara
- Sam Quint — Восход «Чёрной луны»
- Stephen Malley — Львы для ягнят
- Харман Салливан — Чарли Вэррик
- Jack Sclavino — Крепкий орешек 4.0
- Harry Bailey — Getting Straight
- Veteran Gangster — Гангстер № 1
- Сэм Лоусон — Слишком поздно, герой
- Томас Фаулер — Тихий американец
- Хоакин Манеро — На следующее утро

### Видеоигры
- Bob Parr / Mr. Incredible — The Incredibles
- Bob Parr / Mr. Incredible — The Incredibles: Rise of the Underminer